# Contea di Powder River
La contea di Powder River (in inglese Powder River County) è una contea del Montana, negli Stati Uniti. Il suo capoluogo amministrativo è Broadus.

## Storia
La contea di Powder River venne istituita nel 1919.

## Geografia fisica
La contea ha un'area di 8.542 km² di cui lo 0,02% è coperto d'acqua. Confina con le seguenti contee:
- Contea di Big Horn - ovest
- Contea di Rosebud - ovest
- Contea di Custer - nord
- Contea di Carter - est
- Contea di Crook - sud-est
- Contea di Campbell - sud
- Contea di Sheridan - sud-ovest

### Evoluzione demografica

Situazione demografica

## Città principali
- Broadus
- Biddle

## Strade principali
- U.S. Route 212
- Montana Highway 59

## Musei
- Powder River Historical Museum and Mac's Museum, su travel.state.mt.us (archiviato dall'url originale il 10 febbraio 2007).